# بن چستنات
بن چستنات (زادهٔ ۱۹۷۳/۱۹۷۴) میلیاردر و کارآفرین اینترنتی امریکایی است. او به همراه دن کورزیوس) هم‌بنیان‌گذار و مدیر عامل سابق میل چیمپ ، یک شرکت بازاریابی ایمیلی است.    تا نوامبر ۲۰۲۲، دارایی خالص او ۴.۱ میلیارد دلار آمریکا برآورد شد. 

## اوایل زندگی
بن چستنات در آگوستا، جورجیا  به دنیا آمد و بزرگ شد و دبیرستان را در هفزیبا، جورجیا گذراند. او فیزیک را در دانشگاه جورجیا و طراحی صنعتی را در موسسه فناوری جورجیا خوانده است. 

## پیشه
او یکی از بنیانگذاران و مدیر عامل سابق راکت ساینس گروپ است،  که معمولاً با نام میل چیمپ شناخته می‌شود و یک شرکت بازاریابی ایمیلی با ۱۵ میلیون کاربر است.  در سال 2016، او به عنوان کارآفرین سال ارنست اند یانگ شناخته شد. طبق گزارش آتلانتا بیزینس کرونیکل، در آگوست ۲۰۱۷ چستنات جایزهٔ "تحسین‌برانگیزترین مدیرعامل" را دریافت کرد.  در اکتبر ۲۰۱۸، فوربس اشاره کرد که چستنات اکنون میلیاردر به شمار می‌رود. 

## خطرات رسانه‌های اجتماعی
چستنان در مصاحبه‌ای با مجله فوربس با این استدلال که رسانه‌های اجتماعی جایگزین نیاز به ایمیل و بازاریابی ایمیلی خواهند شد، مخالفت کرد. 

## زندگی شخصی
چستنات متاهل و دارای دو فرزند است و در آتلانتا، جورجیا زندگی می‌کند. 